# 恰巴耶夫号巡洋舰
恰巴耶夫号巡洋舰（俄语：Чапаев）是苏联海军在二战期间至二战后建造的恰巴耶夫级轻巡洋舰的首舰。北约称为“夏伯阳号”。舰名为纪念苏联红军在苏俄内战中的战斗英雄，瓦西里·伊万诺维奇·恰巴耶夫。苏联船舶建造计划均有统一的工程代号，本级也不列外：工程代号为“Project 68”。恰巴耶夫号于1939年10月8日在第189造船厂（列宁格勒）开工。受德国入侵影响，所有68型被迫停工转移，恰巴耶夫于1941年4月28日下水，至1941年6月22日时进度为38.4%。战争结束后，恰巴耶夫按改进后的“Project 68-K”继续建造，1950年5月16日竣工並投入使用，9月19日加入蘇聯海軍的編隊，隔年轉移至北方艦隊。1958年成為訓練艦，1960年解除武裝，1963年除役，隔年在摩爾曼斯克拆解。服役期间恰巴耶夫曾使用舷号：10，37，101，160，204，267。

## 大眾文化
- 在遊戲公司戰遊網開發的線上遊戲戰艦世界中，恰巴耶夫作為蘇聯輕巡洋線可研發的VIII階船艦。[1]

- 在游戏公司Gaijin娱乐开发的线上游戏战争雷霆中，恰巴耶夫以夏伯阳为名作为苏联远洋海军IV级6.0权重轻巡洋舰。

## 引注
1. ↑  . 出版者.   [2021-06-15]. （原始内容存档于2021-07-11） （英语）.